# Liste der Kulturdenkmale in Biberach an der Riß

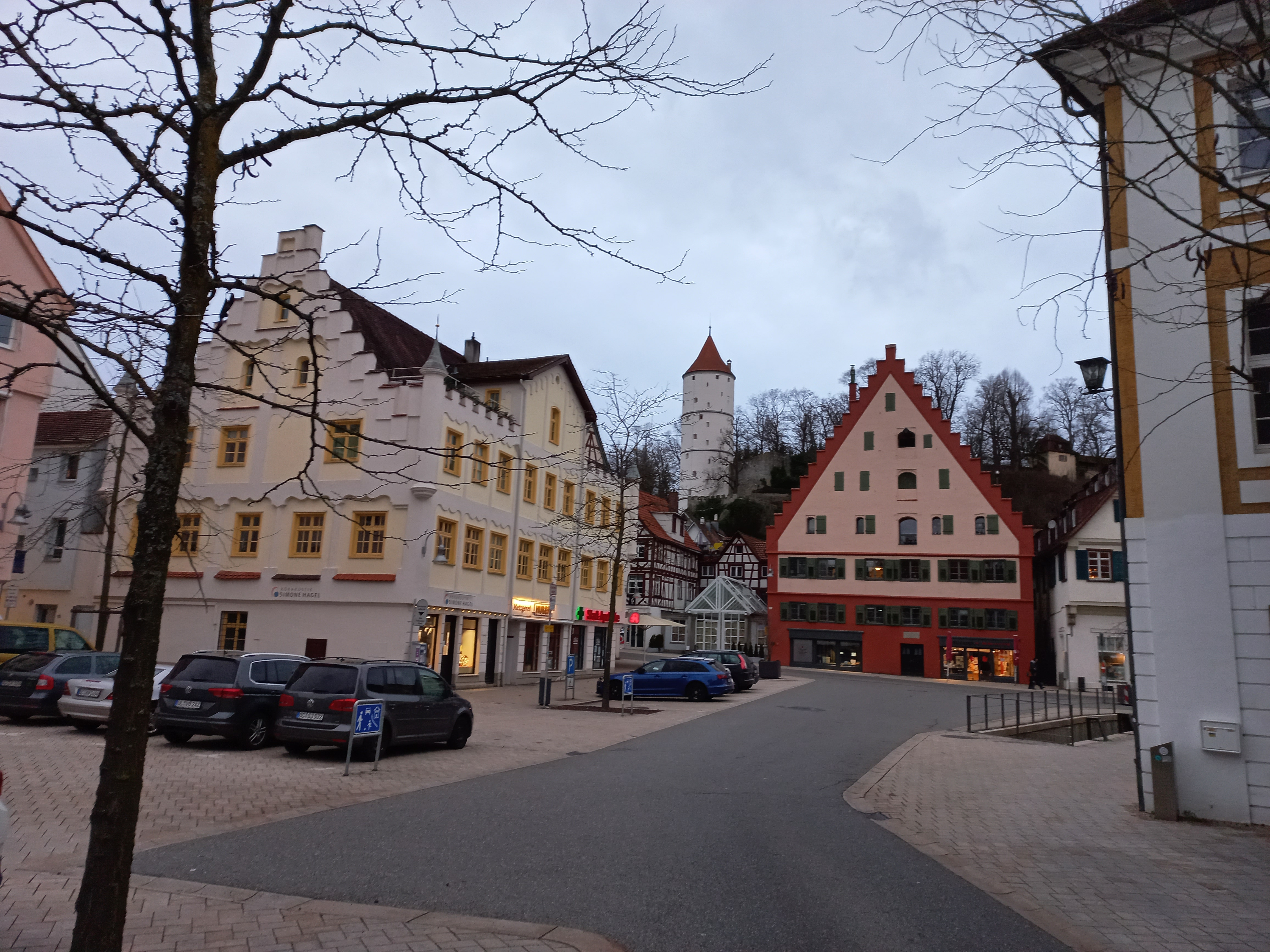

In der Liste der Kulturdenkmale in Biberach an der Riß sind Bau- und Kunstdenkmale der Großen Kreisstadt Biberach an der Riß verzeichnet, die im „Verzeichnis der unbeweglichen Bau- und Kunstdenkmale und der zu prüfenden Objekte“ des Landesamts für Denkmalpflege Baden-Württemberg verzeichnet sind. Dieses Verzeichnis ist nicht öffentlich und kann nur bei „berechtigtem Interesse“ eingesehen werden. Die folgende Liste beruht zum einen auf dem Plan der Kulturdenkmäler und erhaltenswerter Gebäude, die nicht geschützt sind, aus der Stadtbildsatzung und zum anderen auf dem Onlineinformationssystem der Stadt mit Ausweisung der Kulturdenkmäler.

## Allgemein
- Bild: Zeigt ein ausgewähltes Bild aus Commons, „Weitere Bilder“ verweist auf die Bilder im Medienarchiv Wikimedia Commons.
- Bezeichnung: Nennt den Namen, die Bezeichnung oder die Art des Kulturdenkmals.
- Lage: Straßenname und Hausnummer oder Flurstücknummer des Kulturdenkmals, gegebenenfalls auch den Ortsteil. Die Grundsortierung der Liste erfolgt nach dieser Adresse. Der Link (Karte) führt zu verschiedenen Kartendiensten mit der Position des Kulturdenkmals. Fehlt dieser Link, wurden die Koordinaten noch nicht eingetragen. Sind diese bekannt, können sie über ein Tool mit einer Kartenansicht einfach nachgetragen werden. In dieser Kartenansicht sind Kulturdenkmale ohne Koordinaten mit einem roten bzw. orangen Marker dargestellt und können durch Verschieben auf die richtige Position in der Karte mit Koordinaten versehen werden. Kulturdenkmale ohne Bild sind an einem blauen bzw. roten Marker erkennbar.
- Datierung: Baubeginn, Fertigstellung, Datum der Erstnennung oder grobe zeitliche Einordnung entsprechend des Eintrags in der zuständigen Denkmaldatenbank (Landesamt für Denkmalpflege Baden-Württemberg).
- Beschreibung: Kurzcharakteristik des Kulturdenkmals.

## Stadtbefestigung
| Bild           | Bezeichnung | Lage | Datierung | Beschreibung                               | ID |
| -------------- | ----------- | --- | --------- | ------------------------------------------ | -- |
| Weitere Bilder | Stadtmauer  | Fl.St. 25, 250/2, Ehinger-Tor-Platz 1, 3, 5, Fl.St. 71, 184/9, 18/1, 160/1, 157/1, 127/1, 126/6, 126/5, 126/8, 269, Kappenzipfel 12, 8, 6, Weberberggasse 1, 3, 5 (Karte) |           | Geschützt nach §§ 2 (Sachgesamtheit) DSchG | BW |
| Weitere Bilder | Weißer Turm | Gigelberg 1 (Karte) |           | Geschützt nach §§ 2 (Sachgesamtheit) DSchG |    |
|                | Hochwacht   | Gigelberg 2 (Karte) |           | Geschützt nach §§ 2 (Sachgesamtheit) DSchG | BW |
|                | Gigelturm   | Gigelberg 3 (Karte) |           | Geschützt nach §§ 2 (Sachgesamtheit) DSchG |    |
| Weitere Bilder | Ulmer Tor   | Ulmer-Tor-Straße 27 (Karte) |           | Geschützt nach §§ 2 (Sachgesamtheit) DSchG |    |

## Einzeldenkmale nach Ortsteilen

### Biberach an der Riß
| Bild           | Bezeichnung                               | Lage                                                    | Datierung | Beschreibung | ID |
| -------------- | ----------------------------------------- | ------------------------------------------------------- | --------- | --- | -- |
|                |                                           | Adolf-Pirrung-Straße 5 (Karte)                          |           | Geschützt nach §§ 2 (Gebäude) DSchG | BW |
| Weitere Bilder |                                           | Alter Postplatz 4 (Karte)                               |           | Geschützt nach §§ 2 (Gebäude) DSchG |    |
| Weitere Bilder |                                           | Alter Postplatz 6 (Karte)                               |           | Geschützt nach §§ 2 (Gebäude) DSchG |    |
|                |                                           | Alter Postplatz 6, Nebengebäude (Karte)                 |           | Geschützt nach §§ 2 (Gebäude) DSchG | BW |
| Weitere Bilder |                                           | Alter Postplatz 16 (Karte)                              |           | Geschützt nach §§ 2 (Gebäude) DSchG |    |
|                | Ehemaliges Hospital zum Heiligen Geist    | Bachgasse 20 (Karte)                                    |           | Geschützt nach §§ 2 (Gebäude) DSchG |    |
|                |                                           | Bachgasse 25 (Karte)                                    |           | Geschützt nach §§ 2 (Gebäude) DSchG | BW |
| Weitere Bilder |                                           | Bahnhofstraße 2 (Karte)                                 |           | Geschützt nach §§ stadtbildprägendes erhaltenswertes Gebäude DSchG |    |
|                |                                           | Bahnhofstraße 4 (Karte)                                 |           | Geschützt nach §§ 2 (Bauteil) DSchG | BW |
|                |                                           | Bahnhofstraße 12 (Karte)                                |           | Geschützt nach §§ 2 (Gebäude) DSchG | BW |
|                |                                           | Bahnhofstraße 18/1 (Karte)                              |           | Geschützt nach §§ 2 (Bauteil), stadtbildprägendes erhaltenswertes Gebäude DSchG | BW |
|                |                                           | Bahnhofstraße 27 (Karte)                                |           | Geschützt nach §§ 2 (Gebäude) DSchG | BW |
|                |                                           | Bismarckring 2 (Karte)                                  |           | Geschützt nach §§ 2 (Gebäude) DSchG | BW |
|                |                                           | Bismarckring 8 (Karte)                                  |           | Geschützt nach §§ 2 (Gebäude) DSchG | BW |
|                |                                           | Bismarckring o. Hs.Nr. Fl.St. 256/2                     |           | Geschützt nach §§ 2 (Gebäude) DSchG |    |
|                |                                           | Bismarckring 18                                         |           | Geschützt nach §§ 2 (Gebäude) DSchG |    |
|                |                                           | Bismarckring 26 (Karte)                                 |           | Geschützt nach §§ 2 (Gebäude) DSchG | BW |
|                |                                           | Bismarckring 29 (Karte)                                 |           | Geschützt nach §§ 2 (Gebäude) DSchG | BW |
|                |                                           | Bismarckring 30 (Karte)                                 |           | Geschützt nach §§ stadtbildprägendes erhaltenswertes Gebäude DSchG | BW |
|                |                                           | Bismarckring 42 (Karte)                                 |           | Geschützt nach §§ 2 (Gebäude) DSchG | BW |
|                |                                           | Bismarckring 67 (Karte)                                 |           | Geschützt nach §§ 2 (Gebäude) DSchG | BW |
|                |                                           | Bleicherstraße 1 (Karte)                                |           | Geschützt nach §§ 2 (Gebäude) DSchG | BW |
|                |                                           | Bleicherstraße 3 (Karte)                                |           | Geschützt nach §§ 2 (Gebäude) DSchG | BW |
|                |                                           | Bleicherstraße 90 (Karte)                               |           | Geschützt nach §§ 2 (Gebäude) DSchG | BW |
| Weitere Bilder |                                           | Bürgerturmstraße 3, 5 (Karte)                           |           | Geschützt nach §§ erhaltenswertes Gebäude DSchG |    |
| Weitere Bilder |                                           | Bürgerturmstraße 12 (Karte)                             |           | Geschützt nach §§ stadtbildprägendes erhaltenswertes Gebäude DSchG |    |
| Weitere Bilder |                                           | Bürgerturmstraße 13 (Karte)                             |           | Geschützt nach §§ 2 (Gebäude) DSchG |    |
| Weitere Bilder |                                           | Bürgerturmstraße 14 (Karte)                             |           | Geschützt nach §§ stadtbildprägendes erhaltenswertes Gebäude DSchG |    |
| Weitere Bilder |                                           | Bürgerturmstraße 15 (Karte)                             |           | Geschützt nach §§ stadtbildprägendes erhaltenswertes Gebäude DSchG |    |
| Weitere Bilder |                                           | Bürgerturmstraße 16 (Karte)                             |           | Geschützt nach §§ stadtbildprägendes erhaltenswertes Gebäude DSchG |    |
| Weitere Bilder |                                           | Bürgerturmstraße 17 (Karte)                             |           | Geschützt nach §§ 2 (Bauteil), stadtbildprägendes erhaltenswertes Gebäude DSchG |    |
|                |                                           | Bürgerturmstraße 20 (Karte)                             |           | Geschützt nach §§ 2 (Bauteil) DSchG | BW |
|                |                                           | Bürgerturmstraße 29 (Karte)                             |           | Geschützt nach §§ stadtbildprägendes erhaltenswertes Gebäude DSchG | BW |
|                |                                           | Consulentengasse 2 (Karte)                              |           | Geschützt nach §§ 2 (Gebäude) DSchG | BW |
| Weitere Bilder |                                           | Consulentengasse 3 (Karte)                              |           | Geschützt nach §§ 2 (Gebäude) DSchG |    |
| Weitere Bilder |                                           | Consulentengasse 4 (Karte)                              |           | Geschützt nach §§ 2 (Gebäude) DSchG |    |
| Weitere Bilder |                                           | Consulentengasse 8 (Karte)                              |           | Geschützt nach §§ stadtbildprägendes erhaltenswertes Gebäude DSchG |    |
| Weitere Bilder |                                           | Consulentengasse 9 (Karte)                              |           | Geschützt nach §§ 2 (Gebäude) DSchG |    |
| Weitere Bilder |                                           | Consulentengasse 10 (Karte)                             |           | Geschützt nach §§ 2 (Gebäude) DSchG |    |
| Weitere Bilder |                                           | Consulentengasse 11 (Karte)                             |           | Geschützt nach §§ 2 (Gebäude) DSchG |    |
|                |                                           | Consulentengasse 13 (Karte)                             |           | Geschützt nach §§ 2 (Gebäude) DSchG | BW |
|                |                                           | Ehinger Straße 3 (Karte)                                |           | Geschützt nach §§ 2 (Gebäude) DSchG | BW |
|                |                                           | Ehinger Straße 9 (Karte)                                |           | Geschützt nach §§ 2 (Gebäude) DSchG | BW |
|                |                                           | Ehinger Straße 19 (Karte)                               |           | Geschützt nach §§ 2 (Gebäude) DSchG | BW |
|                |                                           | Ehinger Straße 48 (Karte)                               |           | Geschützt nach §§ 2 (Gebäude) DSchG | BW |
| Weitere Bilder |                                           | Ehinger-Tor-Platz 1 (Karte)                             |           | Geschützt nach §§ 2 (Gebäude) DSchG |    |
| Weitere Bilder |                                           | Ehinger-Tor-Platz 2 (Karte)                             |           | Geschützt nach §§ 2 (Gebäude) DSchG |    |
| Weitere Bilder |                                           | Ehinger-Tor-Platz 6 (Karte)                             |           | Geschützt nach §§ 2 (Gebäude) DSchG |    |
| Weitere Bilder |                                           | Ehinger-Tor-Platz 8 (Karte)                             |           | Geschützt nach §§ 2 (Gebäude) DSchG |    |
| Weitere Bilder |                                           | Ehinger-Tor-Straße 10 (Karte)                           |           | Geschützt nach §§ 2 (Bauteil) DSchG |    |
| Weitere Bilder |                                           | Ehinger-Tor-Straße 12 (Karte)                           |           | Geschützt nach §§ stadtbildprägendes erhaltenswertes Gebäude DSchG |    |
| Weitere Bilder |                                           | Ehinger-Tor-Straße 14 (Karte)                           |           | Geschützt nach §§ 2 (Gebäude) DSchG |    |
| Weitere Bilder |                                           | Ehinger-Tor-Straße 15 (Karte)                           |           | Geschützt nach §§ 2 (Gebäude) DSchG |    |
|                |                                           | Ehinger-Tor-Straße 16 (Karte)                           |           | Geschützt nach §§ 2 (Gebäude) DSchG | BW |
| Weitere Bilder |                                           | Ehinger-Tor-Straße 17 (Karte)                           |           | Geschützt nach §§ 2 (Gebäude) DSchG |    |
| Weitere Bilder |                                           | Ehinger-Tor-Straße 18 (Karte)                           |           | Geschützt nach §§ 2 (Gebäude) DSchG |    |
| Weitere Bilder |                                           | Ehinger-Tor-Straße 20 (Karte)                           |           | Geschützt nach §§ 2 (Gebäude) DSchG |    |
|                |                                           | Emminger Gasse 7 (Karte)                                |           | Geschützt nach §§ stadtbildprägendes erhaltenswertes Gebäude DSchG |    |
|                |                                           | Emminger Gasse 8 (Karte)                                |           | Geschützt nach §§ 2 (Bauteil), erhaltenswertes Gebäude DSchG |    |
|                |                                           | Emminger Gasse 10 (Karte)                               |           | Geschützt nach §§ erhaltenswertes Gebäude DSchG |    |
|                |                                           | Engelgasse 4 (Karte)                                    |           | Geschützt nach §§ 2 (Gebäude) DSchG |    |
|                |                                           | Engelgasse 5 (Karte)                                    |           | Geschützt nach §§ 2 (Gebäude) DSchG |    |
|                |                                           | Engelgasse 6 (Karte)                                    |           | Geschützt nach §§ 2 (Bauteil), erhaltenswertes Gebäude DSchG |    |
|                |                                           | Engelgasse 8 (Karte)                                    |           | Geschützt nach §§ 2 (Gebäude) DSchG | BW |
|                |                                           | Gerbergasse 2 (Karte)                                   |           | Geschützt nach §§ 2 (Gebäude) DSchG |    |
|                |                                           | Gerbergasse 4 (Karte)                                   |           | Geschützt nach §§ 2 (Gebäude) DSchG |    |
|                |                                           | Gerbergasse 6 (Karte)                                   |           | Geschützt nach §§ 2 (Gebäude) DSchG |    |
|                |                                           | Gießübelgasse 4 (Karte)                                 |           | Geschützt nach §§ 2 (Gebäude) DSchG | BW |
|                |                                           | Glockengasse 3 (Karte)                                  |           | Geschützt nach §§ 2 (Gebäude) DSchG |    |
|                |                                           | Glockengasse 4 (Karte)                                  |           | Geschützt nach §§ erhaltenswertes Gebäude DSchG | BW |
|                |                                           | Glockengasse 6 (Karte)                                  |           | Geschützt nach §§ 2 (Gebäude) DSchG | BW |
|                |                                           | Glockengasse 8 (Karte)                                  |           | Geschützt nach §§ 2 (Gebäude) DSchG |    |
|                |                                           | Glockengasse 9 (Karte)                                  |           | Geschützt nach §§ stadtbildprägendes erhaltenswertes Gebäude DSchG | BW |
|                |                                           | Glockengasse 13 (Karte)                                 |           | Geschützt nach §§ erhaltenswertes Gebäude DSchG | BW |
|                |                                           | Glockengasse 16 (Karte)                                 |           | Geschützt nach §§ 2 (Gebäude) DSchG | BW |
|                |                                           | Gymnasiumstraße 1 (Karte)                               |           | Geschützt nach §§ 2 (Gebäude) DSchG |    |
|                |                                           | Gymnasiumstraße 3 (Karte)                               |           | Geschützt nach §§ 2 (Gebäude) DSchG |    |
|                |                                           | Gymnasiumstraße 12 (Karte)                              |           | Geschützt nach §§ 2 (Gebäude) DSchG |    |
|                |                                           | Gymnasiumstraße 14 (Karte)                              |           | Geschützt nach §§ 2 (Gebäude) DSchG | BW |
|                |                                           | Gymnasiumstraße 18 (Karte)                              |           | Geschützt nach §§ 2 (Gebäude) DSchG |    |
|                |                                           | Gymnasiumstraße 23 (Karte)                              |           | Geschützt nach §§ 2 (Bauteil), erhaltenswertes Gebäude DSchG |    |
|                |                                           | Gymnasiumstraße 24 (Karte)                              |           | Geschützt nach §§ 2 (Gebäude) DSchG |    |
| Weitere Bilder | Wielandhaus                               | Gymnasiumstraße 27 (Karte)                              |           | Geschützt nach §§ 2 (Gebäude) DSchG |    |
|                |                                           | Gymnasiumstraße 28 (Karte)                              |           | Geschützt nach §§ 2 (Gebäude) DSchG |    |
|                |                                           | Gymnasiumstraße 29 (Karte)                              |           | Geschützt nach §§ 2 (Bauteil) DSchG | BW |
|                |                                           | Hafenplatz 4                                            |           | Geschützt nach §§ 2 (Gebäude) DSchG |    |
|                |                                           | Hindenburgstraße 1 (Karte)                              |           | Geschützt nach §§ 2 (Gebäude) DSchG | BW |
|                |                                           | Hindenburgstraße 2 (Karte)                              |           | Geschützt nach §§ 2 (Gebäude) DSchG |    |
|                |                                           | Hindenburgstraße 10 (Karte)                             |           | Geschützt nach §§ 2 (Gebäude) DSchG | BW |
|                |                                           | Hindenburgstraße 12 (Karte)                             |           | Geschützt nach §§ 2 (Gebäude) DSchG | BW |
|                |                                           | Hindenburgstraße 13 (Karte)                             |           | Geschützt nach §§ 2 (Gebäude) DSchG | BW |
|                |                                           | Hindenburgstraße 13/1 (Karte)                           |           | Geschützt nach §§ 2 (Gebäude) DSchG |    |
|                |                                           | Hindenburgstraße 14 (Karte)                             |           | Geschützt nach §§ 2 (Gebäude) DSchG | BW |
|                |                                           | Hindenburgstraße 15 (Karte)                             |           | Geschützt nach §§ stadtbildprägendes erhaltenswertes Gebäude DSchG | BW |
|                |                                           | Hindenburgstraße 19 (Karte)                             |           | Geschützt nach §§ stadtbildprägendes erhaltenswertes Gebäude DSchG | BW |
|                |                                           | Hindenburgstraße 21 (Karte)                             |           | Geschützt nach §§ 2 (Gebäude) DSchG | BW |
|                |                                           | Hindenburgstraße 23 (Karte)                             |           | Geschützt nach §§ 2 (Gebäude) DSchG | BW |
|                |                                           | Hindenburgstraße 24 (Karte)                             |           | Geschützt nach §§ stadtbildprägendes erhaltenswertes Gebäude DSchG | BW |
|                |                                           | Hindenburgstraße 25 (Karte)                             |           | Geschützt nach §§ 2 (Gebäude) DSchG | BW |
|                |                                           | Hindenburgstraße 29 (Karte)                             |           | Geschützt nach §§ 2 (Gebäude) DSchG | BW |
|                |                                           | Hindenburgstraße 38 (Karte)                             |           | Geschützt nach §§ stadtbildprägendes erhaltenswertes Gebäude DSchG | BW |
|                |                                           | Hindenburgstraße 4 (Karte)                              |           | Geschützt nach §§ 2 (Gebäude) DSchG | BW |
|                |                                           | Hindenburgstraße 5 (Karte)                              |           | Geschützt nach §§ 2 (Gebäude) DSchG | BW |
|                |                                           | Hindenburgstraße 6 (Karte)                              |           | Geschützt nach §§ 2 (Gebäude) DSchG | BW |
|                |                                           | Hindenburgstraße 7 (Karte)                              |           | Geschützt nach §§ 2 (Gebäude) DSchG | BW |
|                |                                           | Hindenburgstraße 8 (Karte)                              |           | Geschützt nach §§ 2 (Gebäude) DSchG | BW |
|                |                                           | Holzmarkt 1 (Karte)                                     |           | Geschützt nach §§ 2 (Gebäude) DSchG | BW |
|                |                                           | Holzmarkt 2 (Karte)                                     |           | Geschützt nach §§ 2 (Gebäude) DSchG |    |
| Weitere Bilder | Gigelberghalle                            | Jahnstraße 1 (Karte)                                    |           | Geschützt nach §§ 2 (Gebäude) DSchG |    |
|                | Stadtbierhalle                            | Jahnstraße 5 (Karte)                                    |           | Geschützt nach §§ 2 (Gebäude) DSchG |    |
|                |                                           | Just.-Heinr.-Knecht-Straße 3                            |           | Geschützt nach §§ stadtbildprägendes erhaltenswertes Gebäude DSchG |    |
|                |                                           | Just.-Heinr.-Knecht-Straße 5                            |           | Geschützt nach §§ 2 (Gebäude) DSchG |    |
|                |                                           | Karpfengasse 4 (Karte)                                  |           | Geschützt nach §§ erhaltenswertes Gebäude DSchG |    |
|                |                                           | Karpfengasse 6 (Karte)                                  |           | Geschützt nach §§ erhaltenswertes Gebäude DSchG | BW |
|                |                                           | Karpfengasse 8 (Karte)                                  |           | Geschützt nach §§ 2 (Gebäude) DSchG |    |
|                |                                           | Karpfengasse 9 (Karte)                                  |           | Geschützt nach §§ 2 (Gebäude) DSchG | BW |
|                |                                           | Karpfengasse 14 (Karte)                                 |           | Geschützt nach §§ erhaltenswertes Gebäude DSchG |    |
|                |                                           | Karpfengasse 16 (Karte)                                 |           | Geschützt nach §§ 2 (Bauteil), erhaltenswertes Gebäude DSchG | BW |
|                |                                           | Karpfengasse 18 (Karte)                                 |           | Geschützt nach §§ erhaltenswertes Gebäude DSchG | BW |
|                |                                           | Karpfengasse 19 (Karte)                                 |           | Geschützt nach §§ 2 (Gebäude) DSchG |    |
|                |                                           | Karpfengasse 20 (Karte)                                 |           | Geschützt nach §§ erhaltenswertes Gebäude DSchG | BW |
|                |                                           | Karpfengasse 21 (Karte)                                 |           | Geschützt nach §§ stadtbildprägendes erhaltenswertes Gebäude DSchG |    |
|                |                                           | Karpfengasse 24 (Karte)                                 |           | Geschützt nach §§ 2 (Gebäude) DSchG |    |
|                |                                           | Kesselplatz 9 (Karte)                                   |           | Geschützt nach §§ 2 (Gebäude) DSchG | BW |
|                |                                           | Kesselplatz 17                                          |           | Geschützt nach §§ erhaltenswertes Gebäude DSchG |    |
|                |                                           | Kesselplatz 19 (Karte)                                  |           | Geschützt nach §§ erhaltenswertes Gebäude DSchG | BW |
|                |                                           | Kesselplatz 21                                          |           | Geschützt nach §§ erhaltenswertes Gebäude DSchG |    |
|                |                                           | Kesselplatz 25                                          |           | Geschützt nach §§ erhaltenswertes Gebäude DSchG |    |
|                |                                           | Kesselplatz 27                                          |           | Geschützt nach §§ 2 (Gebäude) DSchG |    |
|                |                                           | Kesselplatz 29                                          |           | Geschützt nach §§ 2 (Gebäude) DSchG |    |
| Weitere Bilder | Simultankirche St. Martin                 | Kirchplatz 1 (Karte)                                    |           | Geschützt nach §§ 28 (Gebäude) DSchG |    |
|                |                                           | Kirchplatz 2 (Karte)                                    |           | Geschützt nach §§ 2 (Gebäude) DSchG |    |
|                |                                           | Kirchplatz 3 (Karte)                                    |           | Geschützt nach §§ 2 (Gebäude) DSchG |    |
|                |                                           | Kirchplatz 4 (Karte)                                    |           | Geschützt nach §§ 2 (Gebäude) DSchG |    |
|                |                                           | Kirchplatz 5 (Karte)                                    |           | Geschützt nach §§ 2 (Gebäude) DSchG |    |
|                |                                           | Kirchplatz 7 (Karte)                                    |           | Geschützt nach §§ 2 (Gebäude) DSchG |    |
|                |                                           | Kirchplatz 10 (Karte)                                   |           | Geschützt nach §§ 2 (Gebäude) DSchG |    |
|                | Brunnen                                   | Marktplatz (Karte)                                      |           | Geschützt nach §§ 2 (Gebäude) DSchG |    |
| Weitere Bilder |                                           | Marktplatz 1 (Karte)                                    |           | Geschützt nach §§ 2 (Gebäude) DSchG |    |
| Weitere Bilder |                                           | Marktplatz 2 (Karte)                                    |           | Geschützt nach §§ 2 (Gebäude) DSchG |    |
|                |                                           | Marktplatz 3 (Karte)                                    |           | Geschützt nach §§ 2 (Gebäude) DSchG | BW |
| Weitere Bilder |                                           | Marktplatz 4 (Karte)                                    |           | Geschützt nach §§ 2 (Gebäude) DSchG |    |
|                |                                           | Marktplatz 5 (Karte)                                    |           | Geschützt nach §§ 2 (Gebäude) DSchG | BW |
| Weitere Bilder |                                           | Marktplatz 6 (Karte)                                    |           | Geschützt nach §§ 2 (Gebäude) DSchG |    |
| Weitere Bilder | Neues Rathaus                             | Marktplatz 7/1 (Karte)                                  |           | Geschützt nach §§ 2 (Gebäude) DSchG |    |
| Weitere Bilder |                                           | Marktplatz 8 (Karte)                                    |           | Geschützt nach §§ 2 (Gebäude) DSchG |    |
| Weitere Bilder |                                           | Marktplatz 9 (Karte)                                    |           | Geschützt nach §§ 2 (Gebäude) DSchG |    |
| Weitere Bilder |                                           | Marktplatz 10 (Karte)                                   |           | Geschützt nach §§ 2 (Gebäude) DSchG |    |
| Weitere Bilder |                                           | Marktplatz 12 (Karte)                                   |           | Geschützt nach §§ 2 (Gebäude) DSchG |    |
| Weitere Bilder |                                           | Marktplatz 13 (Karte)                                   |           | Geschützt nach §§ stadtbildprägendes erhaltenswertes Gebäude DSchG |    |
| Weitere Bilder |                                           | Marktplatz 14 (Karte)                                   |           | Geschützt nach §§ 2 (Gebäude) DSchG |    |
| Weitere Bilder |                                           | Marktplatz 15 (Karte)                                   |           | Geschützt nach §§ stadtbildprägendes erhaltenswertes Gebäude DSchG |    |
| Weitere Bilder |                                           | Marktplatz 16 (Karte)                                   |           | Geschützt nach §§ 2 (Gebäude) DSchG |    |
| Weitere Bilder |                                           | Marktplatz 17 (Karte)                                   |           | Geschützt nach §§ 2 (Gebäude) DSchG |    |
| Weitere Bilder |                                           | Marktplatz 18 (Karte)                                   |           | Geschützt nach §§ 2 (Gebäude) DSchG |    |
| Weitere Bilder |                                           | Marktplatz 21 (Karte)                                   |           | Geschützt nach §§ 2 (Gebäude) DSchG |    |
| Weitere Bilder |                                           | Marktplatz 22 (Karte)                                   |           | Geschützt nach §§ 2 (Gebäude) DSchG |    |
| Weitere Bilder |                                           | Marktplatz 23 (Karte)                                   |           | Geschützt nach §§ erhaltenswertes Gebäude DSchG |    |
| Weitere Bilder |                                           | Marktplatz 24 (Karte)                                   |           | Geschützt nach §§ 2 (Gebäude) DSchG |    |
| Weitere Bilder |                                           | Marktplatz 25 (Karte)                                   |           | Geschützt nach §§ erhaltenswertes Gebäude DSchG |    |
|                |                                           | Marktplatz 26 (Karte)                                   |           | Geschützt nach §§ 2 (Bauteil) DSchG | BW |
| Weitere Bilder |                                           | Marktplatz 27 (Karte)                                   |           | Geschützt nach §§ erhaltenswertes Gebäude DSchG |    |
| Weitere Bilder |                                           | Marktplatz 29 (Karte)                                   |           | Geschützt nach §§ 2 (Gebäude) DSchG |    |
|                |                                           | Marktplatz 33 (Karte)                                   |           | Geschützt nach §§ 2 (Gebäude) DSchG |    |
|                |                                           | Marktplatz 35 (Karte)                                   |           | Geschützt nach §§ 2 (Gebäude) DSchG |    |
|                |                                           | Marktplatz 36 (Karte)                                   |           | Geschützt nach §§ erhaltenswertes Gebäude DSchG | BW |
|                |                                           | Marktplatz 37 (Karte)                                   |           | Geschützt nach §§ 2 (Bauteil), stadtbildprägendes erhaltenswertes Gebäude DSchG |    |
|                |                                           | Marktplatz 38 (Karte)                                   |           | Geschützt nach §§ 2 (Gebäude) DSchG |    |
|                |                                           | Marktplatz 40 (Karte)                                   |           | Geschützt nach §§ 2 (Gebäude) DSchG |    |
|                |                                           | Marktplatz 41 (Karte)                                   |           | Geschützt nach §§ 2 (Gebäude) DSchG |    |
|                |                                           | Marktplatz 42, Rückgebäude (Karte)                      |           | Geschützt nach §§ stadtbildprägendes erhaltenswertes Gebäude DSchG | BW |
|                |                                           | Marktplatz 43, 45, 47 (Karte)                           |           | Geschützt nach §§ 2 (Gebäude) DSchG |    |
|                |                                           | Marktplatz 44 (Karte)                                   |           | Geschützt nach §§ 2 (Gebäude) DSchG |    |
|                |                                           | Marktplatz 46 (Karte)                                   |           | Geschützt nach §§ 2 (Gebäude) DSchG |    |
|                |                                           | Marktplatz 49 (Karte)                                   |           | Geschützt nach §§ 2 (Gebäude) DSchG |    |
|                |                                           | Memminger Straße 2 (Karte)                              |           | Geschützt nach §§ 2 (Gebäude) DSchG | BW |
|                |                                           | Memminger Straße 4 (Karte)                              |           | Geschützt nach §§ 2 (Gebäude) DSchG | BW |
|                |                                           | Memminger Straße 6, 8 (Karte)                           |           | Geschützt nach §§ 2 (Gebäude) DSchG | BW |
|                |                                           | Memminger Straße 10 (Karte)                             |           | Geschützt nach §§ 2 (Gebäude) DSchG | BW |
|                |                                           | Memminger Straße 12 (Karte)                             |           | Geschützt nach §§ 2 (Gebäude) DSchG | BW |
|                |                                           | Memminger Straße 14 (Karte)                             |           | Geschützt nach §§ 2 (Gebäude) DSchG | BW |
|                | Ehemaliges Hospital zum Heiligen Geist    | Museumstraße 2 (Karte)                                  |           | Geschützt nach §§ 2 (Gebäude) DSchG |    |
|                |                                           | Museumstraße 3 (Karte)                                  |           | Geschützt nach §§ 2 (Gebäude) DSchG |    |
|                |                                           | Museumstraße 5 (Karte)                                  |           | Geschützt nach §§ 2 (Gebäude) DSchG | BW |
|                | Ehemaliges Hospital zum Heiligen Geist    | Museumstraße 6 (Karte)                                  |           | Sitz des Museums Biberach, vormals Braith-Mali-Museum Geschützt nach §§ 2 (Gebäude) DSchG |    |
|                | Sammlung Forschner im Museum Biberach     | Museumstraße 6 (Karte)                                  |           | Mit rund 22.000 Fundstücken von mehr als 300 regionalen Fundplätzen – darunter zwei UNESCO-Welterbestätten: Pfahlbausiedlung am Schreckensee und Siedlung Forschner (beide zählen zu den Prähistorischen Pfahlbauten um die Alpen) – ist die Sammlung Forschner eine der bedeutenden archäologischen Privatsammlungen Deutschlands. Sie wurde 2002 ins Denkmalbuch Baden-Württemberg eingetragen. |    |
|                |                                           | Neue Gasse 1 (Karte)                                    |           | Geschützt nach §§ stadtbildprägendes erhaltenswertes Gebäude DSchG | BW |
|                |                                           | Neue Gasse 3 (Karte)                                    |           | Geschützt nach §§ stadtbildprägendes erhaltenswertes Gebäude DSchG | BW |
|                |                                           | Neue Gasse 5 (Karte)                                    |           | Geschützt nach §§ stadtbildprägendes erhaltenswertes Gebäude DSchG | BW |
|                |                                           | Neue Gasse 7 (Karte)                                    |           | Geschützt nach §§ stadtbildprägendes erhaltenswertes Gebäude DSchG | BW |
|                |                                           | Neue Gasse 9 (Karte)                                    |           | Geschützt nach §§ stadtbildprägendes erhaltenswertes Gebäude DSchG | BW |
|                | Wohn- und Geschäftshaus                   | Pfluggasse 5 (Karte)                                    |           | Geschützt nach §§ 2 (Gebäude) DSchG |    |
|                |                                           | Pfluggasse 9 (Karte)                                    |           | Geschützt nach §§ 2 (Gebäude) DSchG |    |
|                |                                           | Pfluggasse 11 (Karte)                                   |           | Geschützt nach §§ 2 (Gebäude) DSchG |    |
|                |                                           | Pfluggasse 17 (Karte)                                   |           | Geschützt nach §§ 2 (Gebäude) DSchG |    |
|                |                                           | Pfluggasse 19 (Karte)                                   |           | Geschützt nach §§ 2 (Bauteil) DSchG |    |
|                |                                           | Pfluggasse 21 (Karte)                                   |           | Geschützt nach §§ 2 (Gebäude) DSchG | BW |
|                |                                           | Radgasse 12 (Karte)                                     |           | Geschützt nach §§ 2 (Bauteil), erhaltenswertes Gebäude DSchG |    |
|                |                                           | Riedlinger Straße                                       |           | Geschützt nach §§ 2 (Gebäude) DSchG |    |
|                |                                           | Salmannsweilergasse 3 (Karte)                           |           | Geschützt nach §§ 2 (Gebäude) DSchG | BW |
|                |                                           | Salmannsweilergasse 5 (Karte)                           |           | Geschützt nach §§ stadtbildprägendes erhaltenswertes Gebäude DSchG | BW |
|                |                                           | Saudengasse 10/1 (Karte)                                |           | Geschützt nach §§ 2 (Gebäude) DSchG | BW |
|                |                                           | Schadenhofstraße 3 (Karte)                              |           | Geschützt nach §§ 2 (Gebäude) DSchG | BW |
|                |                                           | Schadenhofstraße 6 (Karte)                              |           | Geschützt nach §§ 2 (Gebäude) DSchG |    |
|                |                                           | Schadenhofstraße 9 (Karte)                              |           | Geschützt nach §§ 2 (Gebäude) DSchG |    |
|                |                                           | Schadenhofstraße 11 (Karte)                             |           | Geschützt nach §§ 2 (Bauteil) DSchG |    |
|                |                                           | Schadenhofstraße 13 (Karte)                             |           | Geschützt nach §§ 2 (Gebäude) DSchG |    |
|                |                                           | Schrannengasse 2 (Karte)                                |           | Geschützt nach §§ 2 (Gebäude) DSchG |    |
|                |                                           | Schrannengasse 4 (Karte)                                |           | Geschützt nach §§ 2 (Gebäude) DSchG |    |
|                |                                           | Schrannengasse 8 (Karte)                                |           | Geschützt nach §§ 2 (Gebäude) DSchG |    |
|                |                                           | Schrannengasse 10 (Karte)                               |           | Geschützt nach §§ 2 (Gebäude) DSchG | BW |
|                |                                           | Schulstraße 8 (Karte)                                   |           | Geschützt nach §§ 2 (Gebäude) DSchG |    |
|                |                                           | Schulstraße 9 (Karte)                                   |           | Geschützt nach §§ stadtbildprägendes erhaltenswertes Gebäude DSchG | BW |
|                |                                           | Schulstraße 11 (Karte)                                  |           | Geschützt nach §§ 2 (Gebäude) DSchG |    |
|                |                                           | Schulstraße 12 (Karte)                                  |           | Geschützt nach §§ 2 (Gebäude) DSchG | BW |
|                |                                           | Schulstraße 14 (Karte)                                  |           | Geschützt nach §§ stadtbildprägendes erhaltenswertes Gebäude DSchG | BW |
|                |                                           | Schulstraße 15 (Karte)                                  |           | Geschützt nach §§ 2 (Gebäude) DSchG |    |
|                |                                           | Schulstraße 17 (Karte)                                  |           | Geschützt nach §§ 2 (Gebäude) DSchG |    |
|                |                                           | Schulstraße 19 (Karte)                                  |           | Geschützt nach §§ 2 (Gebäude) DSchG |    |
|                |                                           | Schwanenstraße 4 (Karte)                                |           | Geschützt nach §§ 2 (Gebäude) DSchG | BW |
|                |                                           | Schwanenstraße 8 (Karte)                                |           | Geschützt nach §§ 2 (Gebäude) DSchG |    |
|                |                                           | Schwanenstraße 14 (Karte)                               |           | Geschützt nach §§ stadtbildprägendes erhaltenswertes Gebäude DSchG |    |
|                |                                           | Schwanenstraße 16 (Karte)                               |           | Geschützt nach §§ stadtbildprägendes erhaltenswertes Gebäude DSchG |    |
|                |                                           | Schwanenstraße 18 (Karte)                               |           | Geschützt nach §§ 2 (Gebäude) DSchG |    |
|                |                                           | Theaterstraße 1 (Karte)                                 |           | Geschützt nach §§ stadtbildprägendes erhaltenswertes Gebäude DSchG | BW |
|                | Forstamt                                  | Theaterstraße 6 (Karte)                                 |           | Geschützt nach §§ 2 (Gebäude) DSchG |    |
|                | Heilig-Geist-Kirche                       | Ulmer Straße 10 (Karte)                                 |           | Geschützt nach §§ 2 (Gebäude) DSchG | BW |
|                |                                           | Ulmer-Tor-Straße 4 (Karte)                              |           | Geschützt nach §§ stadtbildprägendes erhaltenswertes Gebäude DSchG | BW |
|                |                                           | Ulmer-Tor-Straße 4/1 (Karte)                            |           | Geschützt nach §§ stadtbildprägendes erhaltenswertes Gebäude DSchG | BW |
|                |                                           | Ulmer-Tor-Straße 6 (Karte)                              |           | Geschützt nach §§ stadtbildprägendes erhaltenswertes Gebäude DSchG | BW |
|                |                                           | Ulmer-Tor-Straße 8 (Karte)                              |           | Geschützt nach §§ stadtbildprägendes erhaltenswertes Gebäude DSchG | BW |
|                |                                           | Ulmer-Tor-Straße 28 (Karte)                             |           | Geschützt nach §§ 2 (Gebäude) DSchG | BW |
|                | Ehemaliges Hospital zum Heiligen Geist    | Viehmarktstraße 5 (Karte)                               |           | Geschützt nach §§ 2 (Gebäude) DSchG |    |
|                |                                           | Viehmarktstraße 6 (Karte)                               |           | Geschützt nach §§ stadtbildprägendes erhaltenswertes Gebäude DSchG | BW |
| Weitere Bilder |                                           | Viehmarktstraße 8 (Karte)                               |           | Geschützt nach §§ 2 (Gebäude) DSchG |    |
| Weitere Bilder | Komödienhaus                              | Viehmarktstraße 10 (Karte)                              |           | Geschützt nach §§ 2 (Gebäude) DSchG |    |
|                |                                           | Viehmarktstraße 12 (Karte)                              |           | Geschützt nach §§ 2 (Gebäude) DSchG |    |
|                |                                           | Viehmarktstraße 19 (Karte)                              |           | Geschützt nach §§ 2 (Gebäude) DSchG | BW |
|                |                                           | Viehmarktstraße 21/1 (Karte)                            |           | Geschützt nach §§ stadtbildprägendes erhaltenswertes Gebäude DSchG | BW |
|                |                                           | Viehmarktstraße 26 (Karte)                              |           | Geschützt nach §§ 2 (Gebäude) DSchG | BW |
|                |                                           | Viehmarktstraße 28 (Karte)                              |           | Geschützt nach §§ stadtbildprägendes erhaltenswertes Gebäude DSchG | BW |
|                | Fußgängerüberführung über die Bahnanlagen | Vollmerstraße (Karte)                                   |           | Geschützt nach §§ 2 (Gebäude) DSchG | BW |
|                |                                           | Waaghausstraße 1 (Karte)                                |           | Geschützt nach §§ 2 (Gebäude) DSchG | BW |
|                | Altes Rathaus                             | Waaghausstraße 2 (Karte)                                |           | Geschützt nach §§ 2 (Gebäude) DSchG |    |
|                |                                           | Waaghausstraße 3 (Karte)                                |           | Geschützt nach §§ 2 (Gebäude) DSchG |    |
|                |                                           | Waaghausstraße 5 (Karte)                                |           | Geschützt nach §§ 2 (Gebäude) DSchG |    |
|                |                                           | Waaghausstraße 8 (Karte)                                |           | Geschützt nach §§ 2 (Bauteil), erhaltenswertes Gebäude DSchG | BW |
|                |                                           | Waaghausstraße 11                                       |           | Geschützt nach §§ 2 (Bauteil) DSchG |    |
|                | Ehemaliges Hospital zum Heiligen Geist    | Waaghausstraße 12, Eckgebäude (Karte)                   |           | Geschützt nach §§ 2 (Gebäude) DSchG |    |
|                | Ehemaliges Hospital zum Heiligen Geist    | Waaghausstraße 12, nördliches Gebäude Bachgasse (Karte) |           | Geschützt nach §§ 2 (Gebäude) DSchG | BW |
|                | Ehemaliges Hospital zum Heiligen Geist    | Waaghausstraße 12, südliches Gebäude Bachgasse (Karte)  |           | Geschützt nach §§ 2 (Gebäude) DSchG | BW |
|                |                                           | Waaghausstraße 14 (Karte)                               |           | Geschützt nach §§ 2 (Gebäude) DSchG |    |
|                |                                           | Waaghausstraße 17 (Karte)                               |           | Geschützt nach §§ 2 (Gebäude) DSchG |    |
|                |                                           | Waldseer Straße 11 (Karte)                              |           | Geschützt nach §§ 2 (Gebäude) DSchG | BW |
|                |                                           | Waldseer Straße 13 (Karte)                              |           | Geschützt nach §§ 2 (Gebäude) DSchG | BW |
|                | Martin-Luther-Haus                        | Waldseer Straße 20 (Karte)                              |           | Geschützt nach §§ 2 (Gebäude) DSchG | BW |
| Weitere Bilder | Roter Bau                                 | Waldseer Straße 31 (Karte)                              |           | Geschützt nach §§ 2 (Gebäude) DSchG |    |
|                |                                           | Weberberggasse 5 (Karte)                                |           | Geschützt nach §§ 2 (Gebäude) DSchG |    |
|                |                                           | Weberberggasse 9 (Karte)                                |           | Geschützt nach §§ stadtbildprägendes erhaltenswertes Gebäude DSchG |    |
|                |                                           | Weberberggasse 15 (Karte)                               |           | Geschützt nach §§ 2 (Gebäude) DSchG |    |
|                |                                           | Weberberggasse 17 (Karte)                               |           | Geschützt nach §§ 2 (Gebäude) DSchG |    |
|                |                                           | Weberberggasse 19 (Karte)                               |           | Geschützt nach §§ 2 (Gebäude) DSchG |    |
|                |                                           | Weberberggasse 21 (Karte)                               |           | Geschützt nach §§ 2 (Bauteil), erhaltenswertes Gebäude DSchG |    |
|                |                                           | Weberberggasse 22 (Karte)                               |           | Geschützt nach §§ 2 (Gebäude) DSchG |    |
|                |                                           | Weberberggasse 25 (Karte)                               |           | Geschützt nach §§ 2 (Gebäude) DSchG |    |
|                |                                           | Weberberggasse 26 (Karte)                               |           | Geschützt nach §§ erhaltenswertes Gebäude DSchG |    |
|                |                                           | Weberberggasse 27 (Karte)                               |           | Geschützt nach §§ 2 (Gebäude) DSchG |    |
|                |                                           | Weberberggasse 29 (Karte)                               |           | Geschützt nach §§ 2 (Gebäude) DSchG |    |
|                |                                           | Weberberggasse 31 (Karte)                               |           | Geschützt nach §§ 2 (Gebäude) DSchG |    |
|                |                                           | Weberberggasse 32 (Karte)                               |           | Geschützt nach §§ erhaltenswertes Gebäude DSchG | BW |
|                |                                           | Wielandstraße 9/2 (Karte)                               |           | Geschützt nach §§ 2 (Gebäude) DSchG | BW |
|                |                                           | Wielandstraße 9/3 (Karte)                               |           | Geschützt nach §§ 2 (Bauteil) DSchG | BW |
|                |                                           | Wielandstraße 29 (Karte)                                |           | Geschützt nach §§ 2 (Gebäude) DSchG | BW |
|                | Pflugschule                               | Wielandstraße 30 (Karte)                                |           | Geschützt nach §§ 2 (Gebäude) DSchG | BW |
|                | Magdalenenkirche                          | Wielandstraße 55 (Karte)                                |           | Geschützt nach §§ 2 (Gebäude) DSchG | BW |
|                |                                           | Zeppelinring 14 (Karte)                                 |           | Geschützt nach §§ 2 (Gebäude) DSchG | BW |
|                |                                           | Zeppelinring 24 (Karte)                                 |           | Geschützt nach §§ 2 (Bauteil), stadtbildprägendes erhaltenswertes Gebäude DSchG | BW |
|                |                                           | Zeppelinring 34 (Karte)                                 |           | Geschützt nach §§ 2 (Bauteil), stadtbildprägendes erhaltenswertes Gebäude DSchG | BW |
|                |                                           | Zeppelinring 36 (Karte)                                 |           | Geschützt nach §§ 2 (Gebäude) DSchG | BW |
|                |                                           | Zeppelinring 43 (Karte)                                 |           | Geschützt nach §§ 2 (Gebäude) DSchG | BW |
|                |                                           | Zeppelinring 45 (Karte)                                 |           | Geschützt nach §§ stadtbildprägendes erhaltenswertes Gebäude DSchG | BW |
|                |                                           | Zeppelinring 65 (Karte)                                 |           | Geschützt nach §§ 2 (Gebäude) DSchG | BW |
|                |                                           | Zeughausgasse 2 (Karte)                                 |           | Geschützt nach §§ 2 (Gebäude) DSchG |    |
|                |                                           | Zeughausgasse 4 (Karte)                                 |           | Geschützt nach §§ 2 (Gebäude) DSchG |    |
|                |                                           | Zeughausgasse 6 (Karte)                                 |           | Geschützt nach §§ 2 (Gebäude) DSchG |    |
|                |                                           | Zwingergasse 5 (Karte)                                  |           | Geschützt nach §§ 2 (Gebäude) DSchG |    |
|                |                                           | Zwingergasse 6 (Karte)                                  |           | Geschützt nach §§ 2 (Gebäude) DSchG |    |
|                |                                           | Zwingergasse 7 (Karte)                                  |           | Geschützt nach §§ 2 (Gebäude) DSchG |    |
|                |                                           | Zwingergasse 8 (Karte)                                  |           | Geschützt nach §§ 2 (Bauteil) DSchG |    |
|                |                                           | Zwingergasse 10 (Karte)                                 |           | Geschützt nach §§ 2 (Gebäude) DSchG |    |
|                |                                           | Zwingergasse 16 (Karte)                                 |           | Geschützt nach §§ 2 (Gebäude) DSchG |    |

### Mettenberg
| Bild | Bezeichnung      | Lage                          | Datierung | Beschreibung                               | ID |
| ---- | ---------------- | ----------------------------- | --------- | ------------------------------------------ | -- |
|      |                  | Höfener Straße 9 (Karte)      |           | Geschützt nach §§ 2 (Bauteil) DSchG        | BW |
|      | Kirche St. Alban | Kirchberg 8 (Karte)           |           | Geschützt nach §§ 2 (Sachgesamtheit) DSchG |    |
|      |                  | Mettenberger Straße 3 (Karte) |           | Geschützt nach §§ 2 (Bauteil) DSchG        | BW |
|      |                  | Mettenberger Straße 5 (Karte) |           | Geschützt nach §§ 2 (Bauteil) DSchG        | BW |

### Rindenmoos
| Bild | Bezeichnung          | Lage                            | Datierung | Beschreibung                        | ID |
| ---- | -------------------- | ------------------------------- | --------- | ----------------------------------- | -- |
|      |                      | Rindenmooser Straße o. Hs.Nr.   |           | Geschützt nach §§ 2 (Gebäude) DSchG |    |
|      | Kapelle St. Wendelin | Rindenmooser Straße 128 (Karte) |           | Geschützt nach §§ 2 (Gebäude) DSchG | BW |

### Ringschnait
| Bild | Bezeichnung                                      | Lage                          | Datierung | Beschreibung                        | ID |
| ---- | ------------------------------------------------ | ----------------------------- | --------- | ----------------------------------- | -- |
|      |                                                  | Bronner Straße 31 (Karte)     |           | Geschützt nach §§ 2 (Gebäude) DSchG | BW |
|      |                                                  | Mittelbucher Straße 5 (Karte) |           | Geschützt nach §§ 2 (Gebäude) DSchG | BW |
|      | Kirche Maria Himmelfahrt mit Kirchhofbefestigung | Schulweg 2 (Karte)            |           | Geschützt nach §§ 2 (Gebäude) DSchG | BW |
|      |                                                  | Ummendorfer Straße 4 (Karte)  |           | Geschützt nach §§ 2 (Gebäude) DSchG | BW |

### Rißegg
| Bild | Bezeichnung       | Lage                 | Datierung | Beschreibung                        | ID |
| ---- | ----------------- | -------------------- | --------- | ----------------------------------- | -- |
|      | Kapelle           | Kapellenäcker        |           | Geschützt nach §§ 2 (Gebäude) DSchG |    |
|      | St.-Gallus-Kirche | Kirchenweg 5 (Karte) |           | Geschützt nach §§ 2 (Gebäude) DSchG | BW |

### Stafflangen
| Bild           | Bezeichnung         | Lage                        | Datierung | Beschreibung                        | ID |
| -------------- | ------------------- | --------------------------- | --------- | ----------------------------------- | -- |
|                | Pfarrhaus           | Buchauer Straße 6/1 (Karte) |           | Geschützt nach §§ 2 (Gebäude) DSchG |    |
|                |                     | Buchauer Straße 11 (Karte)  |           | Geschützt nach §§ 2 (Bauteil) DSchG | BW |
|                |                     | Eichener Straße 16 (Karte)  |           | Geschützt nach §§ 2 (Bauteil) DSchG | BW |
| Weitere Bilder | Kirche St. Remigius | Kirchstraße 8 (Karte)       |           | Geschützt nach §§ 2 (Gebäude) DSchG |    |
|                |                     | Kleinstafflangen 5 (Karte)  |           | Geschützt nach §§ 2 (Bauteil) DSchG | BW |
|                |                     | Kleinstafflangen 16 (Karte) |           | Geschützt nach §§ 2 (Bauteil) DSchG | BW |
|                |                     | Streitberg o.Hs.Nr.         |           | Geschützt nach §§ 2 (Gebäude) DSchG |    |
|                |                     |                             |           | Geschützt nach §§ 2 (Gebäude) DSchG |    |

## Ehemalige Einzeldenkmale nach Ortsteilen

### Biberach an der Riß
| Bild | Bezeichnung                          | Lage                                        | Datierung | Beschreibung                        | ID |
| ---- | ------------------------------------ | ------------------------------------------- | --------- | ----------------------------------- | -- |
|      | Schussenrieder Hof (Flst.Nr. 0-64/4) | Gymnasiumstraße 20, Zeughausgasse 3 (Karte) |           | Geschützt nach §§ 2 (Gebäude) DSchG | BW |
|      |                                      | Hindenburgstraße 30 (Karte)                 |           | Geschützt nach §§ 2 (Gebäude) DSchG | BW |
|      | Wohn- und Geschäftshaus              | Pfluggasse 5                                |           | Geschützt nach §§ 2 (Bauteil) DSchG |    |
|      | Wohnhaus                             | Pfluggasse 24                               |           | Geschützt nach §§ 2 (Gebäude) DSchG |    |
|      |                                      | Ulmer-Tor-Straße 3 (Karte)                  |           | Geschützt nach §§ 2 (Bauteil) DSchG | BW |